# GPR132
GPR132 (англ. G protein-coupled receptor 132) – білок, який кодується однойменним геном, розташованим у людей на короткому плечі 14-ї хромосоми. Довжина поліпептидного ланцюга білка становить 380 амінокислот, а молекулярна маса — 42 499.
| 10         |  | 20         |  | 30         |  | 40         |  | 50         |
| ---------- |  | ---------- |  | ---------- |  | ---------- |  | ---------- |
| MCPMLLKNGY |  | NGNATPVTTT |  | APWASLGLSA |  | KTCNNVSFEE |  | SRIVLVVVYS |
| AVCTLGVPAN |  | CLTAWLALLQ |  | VLQGNVLAVY |  | LLCLALCELL |  | YTGTLPLWVI |
| YIRNQHRWTL |  | GLLACKVTAY |  | IFFCNIYVSI |  | LFLCCISCDR |  | FVAVVYALES |
| RGRRRRRTAI |  | LISACIFILV |  | GIVHYPVFQT |  | EDKETCFDML |  | QMDSRIAGYY |
| YARFTVGFAI |  | PLSIIAFTNH |  | RIFRSIKQSM |  | GLSAAQKAKV |  | KHSAIAVVVI |
| FLVCFAPYHL |  | VLLVKAAAFS |  | YYRGDRNAMC |  | GLEERLYTAS |  | VVFLCLSTVN |
| GVADPIIYVL |  | ATDHSRQEVS |  | RIHKGWKEWS |  | MKTDVTRLTH |  | SRDTEELQSP |
| VALADHYTFS |  | RPVHPPGSPC |  | PAKRLIEESC |  |            |  |            |

A: Аланін

C: Цистеїн

D: Аспарагінова кислота

E: Глутамінова кислота

F: Фенілаланін

G: Гліцин

H: Гістидин

I: Ізолейцин

K: Лізин

L: Лейцин

M: Метіонін

N: Аспарагін

P: Пролін

Q: Глутамін

R: Аргінін

S: Серин

T: Треонін

V: Валін

W: Триптофан

Кодований геном білок за функціями належить до рецепторів, g-білокспряжених рецепторів, білків внутрішньоклітинного сигналінгу. 
Задіяний у таких біологічних процесах, як відповідь на стрес, альтернативний сплайсинг. 
Локалізований у клітинній мембрані, мембрані.